# Pedipes mirabilis
Pedipes mirabilis is een slakkensoort uit de familie van de Ellobiidae. De wetenschappelijke naam van de soort is voor het eerst geldig gepubliceerd in 1816 door Mühlfeld.